# 触 (仏教)
触 (しょく、巴: phassa、梵: sparśa)とは、接触、感覚、感触などといった意味である。生物が何かとコンタクトを取ることである。これらは六根、六境、識の3要素に由来するものと定義されている。 
仏教においては、触は以下と定義されている。
- 上座部仏教においては、7心所のひとつ
- 大乗仏教においては、5心所のひとつ
- 十二因縁における6番目の要素

## 五蘊において
五蘊においては、触は受、想、行につながる要素であり、それは色と識に由来するものである。

Phassasamudayā vedanāsamudayo, phassanirodhā vedanānirodho,

触の生起によって受（vedanā）の生起があり、触の滅尽によって受の滅尽がある。
Phassasamudayā saññāsamudayo, phassanirodhā saññānirodho,

触の生起によって想（saññā）の生起があり、触の滅尽によって想の滅尽がある。
Phassasamudayā saṃkhārasamudayo, phassanirodhā saṃkhāranirodho, 

触の生起によって行（saṃkhāra）の生起があり、触の滅尽によって行の滅尽がある。
—パーリ仏典, 相応部蘊相応,取転経(Upādāna parivatta suttaṃ), Sri Lanka Tripitaka Project
| 色（ルーパ） 物質的存在       |                           |                  |                  |
|                               | 四大（マハーブータ） 元素 |                  |                  |
|                               |                           |                  |                  |
|                               | ↓                         | ↓                |                  |
|                               | ↓                         | 触 (パッサ) 接触 | 触 (パッサ) 接触 |
|                               | ↓                         | ↑                | ↑                |
| 識（ヴィンニャーナ） 認識作用 |                           |                  |                  |

|                             | 心所（チェータシカ） 精神的要素 |  |
| 受（ヴェーダナー） 感受作用 |                                 |  |
|                             |                                 |  |
| 想（サンニャー） 概念       |                                 |  |
|                             |                                 |  |
| 行（サンカーラ） 志向作用   |                                 |  |
|                             |                                 |  |